# Metassemântica
Em filosofia da linguagem, linguística e metafísica, metassemântica é o estudo dos fundamentos da semântica das línguas naturais, isto é, do significado das línguas. Este campo procura a compreensão adequada do princípio de composicionalidade, a análise condicional da verdade e o problema da referência, questões levantadas já por Gottlob Frege, um dos pioneiros da semântica. A pergunta central, portanto, passa a ser como as expressões ou termos lexicais tornam-se dotadas de significado semântico.